# Lavín
Lavín är ett berg i Antarktis. Det ligger i Västantarktis. Argentina, Chile och Storbritannien gör anspråk på området. Toppen på Lavín är 1 031 meter över havet, eller 77 meter över den omgivande terrängen. Bredden vid basen är 9,5 km.
Terrängen runt Lavín är huvudsakligen kuperad. Trakten är obefolkad. Det finns inga samhällen i närheten.